# Yamila Abdalá Taha al Shanti
Yamila Abdalá Taha al Shanti (en árabe: جميلة عبد الله طه الشنطي‎) (Campamento de Jabalia, 15 de marzo de 1955 - Gaza, 19 de octubre de 2023) fue una política palestina, miembro de la organización islamista palestina Hamás y anterior miembro del Consejo Legislativo Palestino. Murió en un ataque de las Fuerzas de Defensa de Israel sobre Gaza el 19 de octubre de 2023, durante la Guerra de Israel contra Hamás.

## Primeros años y educación
Yamila al Shanti nació el 15 de marzo de 1955 y se doctoró.

## Carrera profesional
Al Shanti era miembro de Hamás y fue la fundadora de la organización de mujeres del grupo. Fue la mujer de mayor rango entre los diputados de Hamás elegidos en 2006, ya que ocupaba el tercer puesto de su lista. Era viuda del cofundador de Hamás, Ábdel Aziz ar-Rantisi, asesinado por Israel en abril de 2004 y trabajaba como profesora en la Universidad Islámica de Gaza.